# Lipkovsko jezero
Lipkovsko jezero (mak. Липковско Езеро, alb. Liqeni i Likovës) je umjetno jezero u Republici Makedoniji, smješteno na sjevernoj strani Lipkovske rijeke, i zapadnim padinama Skopske Crne gore. Udaljeno je 2 kilometra od sela Lipkova i 12 kilometara od grada Kumanova.
Jezero je podignuto 1958., izgradnjom 37 m. visoke brane na Lipkovskoj reci (desna pritoka Kumanovske reke). Nalazi na nadmorskoj visini od 478 m., dužina jezera je 1.8 km, a širina 0.4 km. 
Na udaljenosti od 5 km. nizvodno, nalazi se nešto manje umjetno jezero - Glažnja. Ovo jezero izgrađeno je 1971., brana ovog jezera je visoka 80 m., i široka 344 m., jezero obuhvaća 0.97 km2. Jezera izgrađena su u svrhu navodnjavanja i zbog aktualne nestašice vode i pitkih izvora u toku ljetnih mjeseci, kada ovaj kraj zahvaćaju sušni periodi. Ova jezera omogućuju navodnjavanje 10 000 hektara zemlje. Uz jezera je podignuta i manja hidrocentrala.